# Papagajka
Papagajka je budova v Sarajevu, hlavním městě Bosny a Hercegoviny. Jedná se o atypickou budovu, vybudovanou na konci existence socialistické Jugoslávie. Svůj lidový název dostala pětipatrová budova na břehu Miljacky především díky své pestrobarevnosti, připomínající papouška a brutalistický vzhled v porovnání s okolní zástavbou (tvořenou především nižšími, orientálními domy). 
Návrh stavby byl vypracován podle projektu architekta Mladena Goraždena z roku 1982.